# Welcome Style
Welcome Style è un programma televisivo condotto da Paola Marella in onda su Real Time dal maggio 2013.

## Programma
Il programma è essenzialmente diviso in due parti. Nella prima si danno consigli per rinnovare con stile l'aspetto di un locale della casa. Nella seconda parte si propongono due tutori al da vera "casalinga disperata".